# Columnophora rhytismatis
Columnophora rhytismatis är en svampart som först beskrevs av Giacopo Bresàdola, och fick sitt nu gällande namn av Bubák & Vleugel 1916. Columnophora rhytismatis ingår i släktet Columnophora, divisionen sporsäcksvampar och riket svampar.   Inga underarter finns listade i Catalogue of Life.